# Hagnagora hedwigae
Hagnagora hedwigae es una especie de polilla de la familia de las geométridas. Solamente ha sido encontrada en el sur de Ecuador.
La longitud de las alas anteriores es de 21 mm. Los adultos se parecen mucho a las Hagnagora anicata y Hagnagora richardi, pero son más grandes que H. anicata, y el signum de la bursa copulatrix es más complejo que en las H. richardi.

## Etimología
La especie fue nombrada en honor de Hedwig Seppelt en reconocimiento del soporte dado para la taxonomía de las polillas geométridas neotropicales proporcionado por su nuera Irmgard y su hijo Winfried Seppelt.